# 四號比奇格倫鎮區 (北卡羅萊納州麥迪遜縣)
四號比奇格倫鎮區（英語：Township 4, Beech Glenn）是位於美國北卡羅萊納州麥迪遜縣的一個鎮區。

## 地方資料
四號比奇格倫鎮區的面積為114.22平方千米，皆為陸地。根據2020年美國人口普查的數據，當地共有人口3408人，而人口密度為每平方千米29.84人。